# Републикански път III-9009
Републикански път IIІ-9009 е третокласен път, част от Републиканската пътна мрежа на България, преминаващ изцяло по територията на Бургаска област. Дължината му е 12,2 km.
Пътят се отклонява наляво при 264,4 km на Републикански път I-9 северно от село Крушевец и се насочва на изток през най-северните разклонения на странджанския рид Босна. Минава през село Ново Паничарево, пресича река Ропотамо и в центъра на село Ясна поляна се свързва Републикански път III-992 при неговия 21 km.
| Пътища, отклоняващи се надясно (населено място, № на пътя, посока на пътя) | km   | Пътища, отклоняващи се наляво (посока на пътя, № на пътя, населено място) |
| -------------------------------------------------------------------------- | ---- | ------------------------------------------------------------------------- |
| Община Созопол, I-9, 264,4 km ←                                            | 0,0  | ← 264,4 km, I-9, Община Созопол                                           |
| Община Приморско                                                           | 2,9  | Община Приморско                                                          |
| с. Ново Паничарево                                                         | 6    | с. Ново Паничарево                                                        |
| (до гр. Приморско) III-992, 21 km, с. Ясна поляна ←                        | 12,2 | ← с. Ясна поляна, 21 km, III-992 (от 6,5 km на II-99)                     |

Забележка